# Сан Антонио (Агвадиља, Порторико)
Сан Антонио (шп. San Antonio, Aguadilla) село је у општини Агвадиља у америчкој острвској територији Порторико, острвској држави Кариба.

## Демографија
По попису из 2010. године број становника је 1.942, што је 358 (-15,6%) становника мање него 2000. године.
| Група             | 2000.         | 2010.         |
| Белци             | 24 (1,0%)     | 10 (0,5%)     |
| Афроамериканци    | 102 (4,4%)    | 123 (6,3%)    |
| Азијати           | 2 (0,1%)      | 4 (0,2%)      |
| Хиспаноамериканци | 2.275 (98,9%) | 1.927 (99,2%) |
| Укупно            | 2.300         | 1.942         |